# 西伯利亞杜父魚
西伯利亞杜父魚，為輻鰭魚綱鮋形目杜父魚亞目杜父魚科的其中一種。分布於俄羅斯西伯利亞北極地區，為底棲性魚類，水深0至15公尺，體長可達15公分。
阿尔泰杜父鱼（Cottus sibiricus altaicus）曾被李思忠等认定为此鱼的亚种，后由Kottelat提升为独立的种Cottus dzungaricus。